# Wolfram Huhn
Wolfram Huhn, né le 3 décembre 1973 à Wurtzbourg en Bavière, est un rameur d'aviron allemand. 

## Carrière
Il commence à l'ARC Würzburg.
Wolfram Huhn est médaillé d'argent aux Jeux olympiques d'été de 1996 à Atlanta dans l'épreuve du huit avec barreur. En 2000, il remporte également une médaille de bronze lors des Championnats du monde qui se déroulent à Zagreb.